# 骨龍屬
骨龍（在坤扎語意為「骨頭」）是一屬泰坦巨龍類的蜥腳下目恐龍，可能屬於岩盔龍類的薩爾塔龍科。化石發現於智利阿塔卡馬省的霍尼托斯組。模式種兼唯一種阿塔卡馬骨龍（Arackar licanantay）於2021年由盧比樂－羅傑斯等人所發表。

## 發現及命名
1993年在Copipaó以南約75公里處的Quebrada La Higuera發現阿塔卡馬骨龍的化石，曾於Rubilar-Rogers & Gutstein（2012）的論文中簡略提及，發現不能被歸入阿塔卡馬巨龍。2021年，大衛·盧比樂－羅傑斯（David Rubilar-Rogers）、亞力山德·瓦嘎斯（Alexander O. Vargas）、伯納多·里嘎（Bernardo González Riga）、瑟吉歐·索投－阿庫納（Sergio Soto-Acuña）、喬納坦·阿拉空－慕諾茲（Jhonatan Alarcón-Muñoz）、何塞·伊里亞特－狄亞茲（José Iriarte-Díaz）、卡洛斯·阿雷瓦洛（Carlos Arévalo）以及卡羅里納·古茨汀（Carolina S. Gutstein）命名、敘述了模式種阿塔卡馬骨龍（Arackar licanantay），屬名在當地原住民語言坤扎語中意为「骨頭」，種名則是该语言中阿塔卡馬人的別稱――利凱南泰人（Licainantai）。
正模標本SNGM-1發現於智利的霍尼托斯組地層，年代可追溯至白堊紀晚期坎潘階至馬斯垂克階。包含頸椎和背椎、肱骨、股骨和坐骨。屬於一隻幼年期個體。是目前智利發現最完整的蜥腳類標本。

## 敘述
正模標本的幼體估計身長約6.3公尺，完全成長後的體長則不得而知。
盧比樂－羅傑斯等人建立了數項鑑定特徵：椎體和前關節突之間的空洞大且寬；椎體側突（parapophysis）和椎板（lamina）間的前關節突和椎體延伸至神經弓基座整個前部但不到椎管上方；後關節突比神經棘狹窄；神經棘和後關節突之間的嵴縮小且短於後關節突表面。

## 分類
盧比樂－羅傑斯等人將阿塔卡馬骨龍分類至泰坦巨龍類的岩盔龍類，是伊希斯龍的姊妹分類單元，牠們一同構成的演化支又與掠食龍在薩爾塔龍科中互成姊妹群。這整個演化支則與另一個包括後凹尾龍亞科以及三角區龍加薩爾塔龍亞科的演化支互成姊妹群。